# Basil McRae
Basil Paul McRae (* 5. Januar 1961 in Beaverton, Ontario) ist ein ehemaliger kanadischer Eishockeyspieler, der während seiner aktiven Karriere unter anderem für die Québec Nordiques, Toronto Maple Leafs, Detroit Red Wings, Minnesota North Stars, Tampa Bay Lightning, St. Louis Blues und Chicago Blackhawks in der National Hockey League gespielt hat. Sein Bruder Chris spielte ebenfalls in der NHL. McRae wurde im Laufe seiner Karriere als Enforcer bekannt.

## Karriere
Basil McRae begann seine Profikarriere im Jugendalter bei den London Knights, für die er von 1978 bis 1981 auf dem Eis stand. Während dieser Zeit wurde er beim NHL Entry Draft 1980 in der fünften Runde an Position 87 von den Québec Nordiques ausgewählt. Während der Saison 1981/82 kam er zu seinen ersten Einsätzen in der National Hockey League und erzielte sieben Punkte in 20 Spielen. Auch in der folgenden Saison wurde McRae in der NHL eingesetzt, doch den überwiegenden Teil der Spielzeit verbrachte er bei Fredericton Express in der American Hockey League. Am 12. August 1983 wurde er im Austausch für Richard Turmel zu den Toronto Maple Leafs transferiert. Dort kam er in den folgenden zwei Spielzeiten auf lediglich vier punktlose Einsätze in der NHL, während er bei den St. Catharines Saints in der AHL zu den Stammkräften zählte.
Im Juli 1985 unterschrieb er als Free Agent einen Vertrag bei den Detroit Red Wings. In der Saison 1985/86 spielte er jedoch zumeist im Farmteam, den Adirondack Red Wings, bei denen er regelmäßig als Scorer in Erscheinung trat und 360 Strafminuten in 86 Spielen sammelte. Darüber hinaus gewann er mit Adirondack in diesem Spieljahr den Calder Cup. Im Januar 1987 wurde er zurück zu den Nordiques transferiert, von denen er 1980 beim NHL Entry Draft ausgewählt worden war. McRae blieb lediglich rund sechs Monate in Québec und unterschrieb anschließend einen Vertrag bei den Minnesota North Stars. Er avancierte dort zu einem Publikumsliebling und füllte seine Aufgaben als Enforcer aus, vier Spielzeiten in Serie saß er über 300 Minuten auf der Strafbank. Beim NHL Expansion Draft 1992 wurde er vom neu gegründeten Franchise Tampa Bay Lightning ausgewählt.
Nach 14 Spielen war sein Engagement bereits beendet und McRae wurde zu den St. Louis Blues abgegeben. Nach über drei mäßigen Jahren wurde sein auslaufender Vertrag nicht verlängert. Im Oktober 1996 entschied McRae seine Karriere bei den Chicago Blackhawks fortzusetzen, für die er noch acht NHL-Spiele absolvierte und im Anschluss seine aktive Laufbahn beendete.

## Erfolge und Auszeichnungen
- 1986 Calder-Cup-Gewinn mit den Adirondack Red Wings

## Sonstiges
Im Film Mighty Ducks – Das Superteam hatte McRae einen Cameo-Auftritt zusammen mit seinem damaligen Teamkollegen Mike Modano.